# Campionati mondiali di skeleton 2019
I Campionati mondiali di skeleton 2019 sono stati la ventisettesima edizione della rassegna iridata dello skeleton, manifestazione organizzata negli anni non olimpici dalla Federazione Internazionale di Bob e Skeleton; si sono tenuti dal 3 all'8 marzo 2019 a Whistler, in Canada, sulla pista del Whistler Sliding Centre, la stessa che ospitò le competizioni del bob, dello skeleton e dello slittino ai Giochi olimpici di Vancouver 2010. La località della Columbia Britannica ha quindi ospitato le competizioni iridate per la prima volta nel singolo donne, in quello uomini e nella gara a squadre.
Le vittorie sono state conquistate nel singolo femminile dalla tedesca Tina Hermann, che bissò il titolo conquistato nell'edizione del 2016, e nel singolo uomini dal lettone Martins Dukurs, al suo sesto trionfo iridato e al quarto consecutivo. Anche questa edizione dei mondiali, come ormai da prassi iniziata nella rassegna di Schönau am Königssee 2004, si è svolta contestualmente a quella di bob e proprio insieme agli atleti di quest'ultima disciplina è stato assegnato il titolo nella gara a squadre che ha visto trionfare la squadra tedesca.

## Risultati

### Singolo donne
La gara si è disputata il 7 e l'8 marzo nell'arco di quattro manches e hanno preso parte alla competizione 26 atlete in rappresentanza di 17 differenti nazioni; campionessa uscente era la tedesca Jacqueline Lölling, giunta al traguardo in seconda posizione, e il titolo è stato pertanto conquistato dalla connazionale Tina Hermann, al suo secondo alloro iridato dopo quello conquistato nell'edizione del 2016, davanti alla Lölling e all'altra atleta tedesca Sophia Griebel, per la prima volta sul podio nel singolo.
| Pos. | Atleti             | Nazione     | Tempo   | Distacco |
| ---- | ------------------ | ----------- | ------- | -------- |
|      | Tina Hermann       | Germania    | 3'33"03 |          |
|      | Jacqueline Lölling | Germania    | 3'33"41 | +0"38    |
|      | Sophia Griebel     | Germania    | 3'34"20 | +1"17    |
| 4    | Anna Fernstaedtová | Rep. Ceca   | 3'34"80 | +1"77    |
| 5    | Elena Nikitina     | Russia      | 3'35"06 | +2"03    |
| 6    | Marina Gilardoni   | Svizzera    | 3'35"38 | +2"35    |
| 7    | Julija Kanakina    | Russia      | 3'35"40 | +2"37    |
| 8    | Savannah Graybill  | Stati Uniti | 3'35"63 | +2"60    |
| 9    | Janine Flock       | Austria     | 3'35"71 | +2"68    |
| 10   | Elisabeth Maier    | Canada      | 3'35"83 | +2"80    |

### Singolo uomini
La gara si è disputata il 7 e l'8 marzo nell'arco di quattro manches e hanno preso parte alla competizione 36 atleti in rappresentanza di 22 differenti nazioni; campione uscente era il lettone Martins Dukurs, che si riconfermò anche in questa edizione vincendo il sesto titolo iridato negli ultimi sette anni, di cui gli ultimi quattro consecutivi, davanti al russo Nikita Tregubov, medaglia d'argento ai Giochi di Pyeongchang 2018 e già bronzo mondiale nella rassegna iridata precedente e al sudcoreano Yun Sung-bin, campione olimpico in carica e nuovamente su un podio mondiale dopo l'argento conquistato a Igls 2016.
| Pos. | Atleti               | Nazione       | Tempo   | Distacco |
| ---- | -------------------- | ------------- | ------- | -------- |
|      | Martins Dukurs       | Lettonia      | 3'28"11 |          |
|      | Nikita Tregubov      | Russia        | 3'28"62 | +0"51    |
|      | Yun Sung-bin         | Corea del Sud | 3'28"99 | +0"88    |
| 4    | Christopher Grotheer | Germania      | 3'29"09 | +0"98    |
| 5    | Tomass Dukurs        | Lettonia      | 3'29"11 | +1"00    |
| 6    | Aleksandr Tret'jakov | Russia        | 3'29"24 | +1"13    |
| 7    | Alexander Gassner    | Germania      | 3'30"19 | +2"08    |
| 8    | Austin Florian       | Stati Uniti   | 3'30"22 | +2"11    |
| 9    | Jung Seung-gi        | Corea del Sud | 3'30"32 | +2"21    |
| 10   | Axel Jungk           | Germania      | 3'30"39 | +2"28    |

### Gara a squadre
La gara si è disputata il 3 marzo e ogni squadra nazionale ha potuto prendere parte alla competizione con due formazioni; nello specifico la prova ha visto la partenza di uno skeletonista, di un equipaggio del bob a due femminile, di una skeletonista e di un equipaggio del bob a due maschile per ognuna delle 9 formazioni, che hanno gareggiato ciascuno in una singola manche; la somma totale dei tempi così ottenuti ha laureato campione la squadra tedesca di Christopher Grotheer, Anna Köhler, Lisa Sophie Gericke, Sophia Griebel, Johannes Lochner e Marc Rademacher, davanti alla compagine canadese composta da David Greszczyszyn, Christine de Bruin, Kristen Bujnowski, Mirela Rahneva, Nicholas Poloniato e Keefer Joyce, e a quella statunitense costituita da Greg West, Brittany Reinbolt, Jessica Davis, Savannah Graybill, Geoffrey Gadbois e Kristopher Horn.
| Pos. | Squadra       | Atleti | Tempo   | Distacco |
| ---- | ------------- | --- | ------- | -------- |
|      | Germania-2    | Christopher Grotheer Anna Köhler / Lisa Sophie Gericke Sophia Griebel Johannes Lochner / Marc Rademacher   | 3'31"85 |          |
|      | Canada-1      | David Greszczyszyn Christine de Bruin / Kristen Bujnowski Mirela Rahneva Nicholas Poloniato / Keefer Joyce | 3'32"00 | +0"15    |
|      | Stati Uniti-2 | Greg West Brittany Reinbolt / Jessica Davis Savannah Graybill Geoffrey Gadbois / Kristopher Horn           | 3'32"49 | +0"64    |
| 4    | Stati Uniti-1 | Austin Florian Nicole Vogt / Sylvia Hoffman Kendall Wesenberg Hunter Church / Blaine McConnell             | 3'32"88 | +1"03    |
| 5    | IBSF-1        | Marcus Wyatt Katrin Beierl / Valerie Kleiser Laura Deas Markus Treichl / Sebastian Mitterer                | 3'33"19 | +1"34    |
| 6    | IBSF-3        | Brendan Doyle Kori Hol / Catherine Medeiros Madison Charney Patrick Baumgartner / Mattia Variola           | 3'36"94 | +5"09    |
| 7    | Canada-2      | Mark Lynch Alysia Rissling / Bianca Ribi Elisabeth Maier Taylor Austin / William Auclair                   | 3'37"08 | +5"23    |
| 8    | Russia-2      | Nikita Tregubov Nadežda Sergeeva / Julija Belomestnych Elena Nikitina Maksim Andrianov / Il'ja Malych      | 3'38"41 | +6"56    |
| -    | Germania-1    | Axel Jungk Mariama Jamanka / Franziska Bertels Tina Hermann Nico Walther / Philipp Wobeto                  | DNS     | -        |

## Medagliere
| Pos.   | Nazione       | Oro | Argento | Bronzo | Totale |
| ------ | ------------- | --- | ------- | ------ | ------ |
| 1      | Germania      | 2   | 1       | 1      | 4      |
| 2      | Lettonia      | 1   | 0       | 0      | 1      |
| 3      | Canada        | 0   | 1       | 0      | 1      |
| 3      | Russia        | 0   | 1       | 0      | 1      |
| 5      | Corea del Sud | 0   | 0       | 1      | 1      |
| 5      | Stati Uniti   | 0   | 0       | 1      | 1      |
| Totale | Totale        | 3   | 3       | 3      | 3      |